# (266) Aline
(266) Aline est un astéroïde de la ceinture principale découvert par Johann Palisa le 17 mai 1887.
L'astéroïde a été baptisé en hommage à la fille de l'astronome autrichien Edmund Weiss.